# Tetragastris mucronata
Tetragastris mucronata är en tvåhjärtbladig växtart som först beskrevs av Henry Hurd Rusby, och fick sitt nu gällande namn av Swart. Tetragastris mucronata ingår i släktet Tetragastris och familjen Burseraceae. Inga underarter finns listade i Catalogue of Life.